# Pathologisches Institut (Wien)

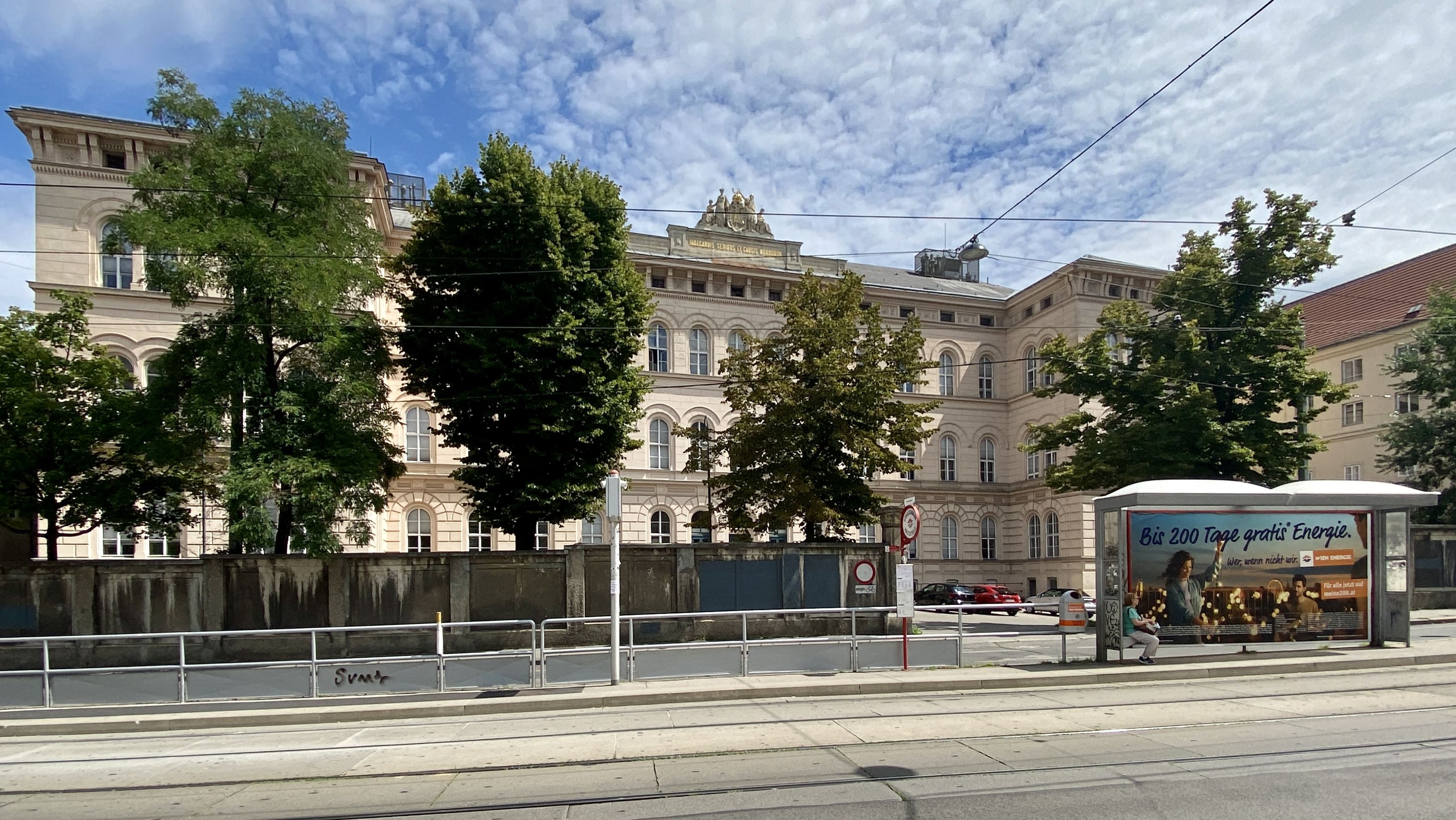
Pathologisches Institut

Das Pathologische Institut ist ein Gebäude im 9. Wiener Gemeindebezirk Alsergrund. Es wird von der Medizinischen Universität Wien und der Universität Wien genutzt.

## Lage und Architektur

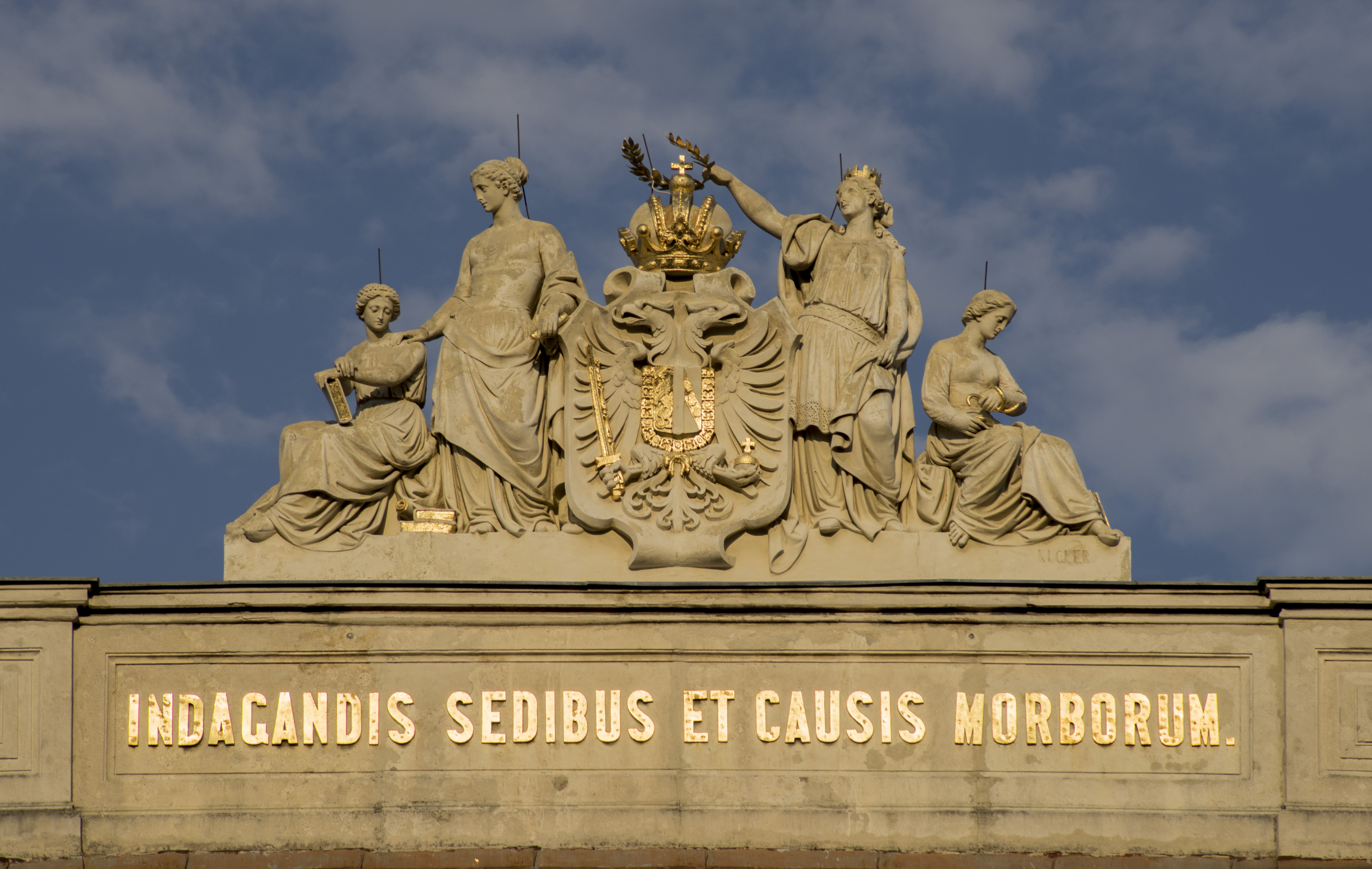
Widmungsinschrift auf der Attika

Das Gebäude steht an der Adresse Spitalgasse 4 und gehört zum weitläufigen Areal des Campus der Universität Wien. Es ist symmetrisch angelegt. An der straßenseitigen Fassade stehen die beiden Seitenrisaliten deutlich hervor. Dazwischen gibt es einen flachen Mittelrisaliten. Auf der darüber liegenden Attika ist unterhalb einer Bekrönung mit Plastiken die lateinische Widmungsinschrift zu lesen: Indagandis sedibus et causis morborum („Der Erforschung des Sitzes und der Ursachen der Krankheiten“). Die Inschrift bezieht sich auf die fünf Bücher De sedibus et causis morborum per anatomen indagatis, das Hauptwerk von Giovanni Battista Morgagni, des Begründers der modernen Pathologie. Die Putzfassade des Gebäudes ist genutet und weist zum Teil gekuppelte Rundbogenfenster auf.
Das Pathologische Institut ist ein wichtiges und zugleich spätes Werk des Rundbogenstils, der in Wien vergleichsweise selten vertreten ist. Es steht unter Denkmalschutz.
Im Haupttrakt ist das Zentrum für Hirnforschung der Medizinischen Universität Wien untergebracht. Hinter dem Mittelrisaliten gibt es ein großes dreiläufiges Stiegenhaus. An der Rückseite des Gebäudes schließt ein niedriger Hörsaaltrakt an. Darin befindet sich ein Erste-Hilfe-Raum und der Hörsaal D des Campus der Universität Wien. Der Hörsaal ist 309 m² groß und weist eine Raumhöhe von acht Metern auf. Seine aufsteigenden Sitzreihen bieten bis zu 250 Personen Platz.

## Geschichte

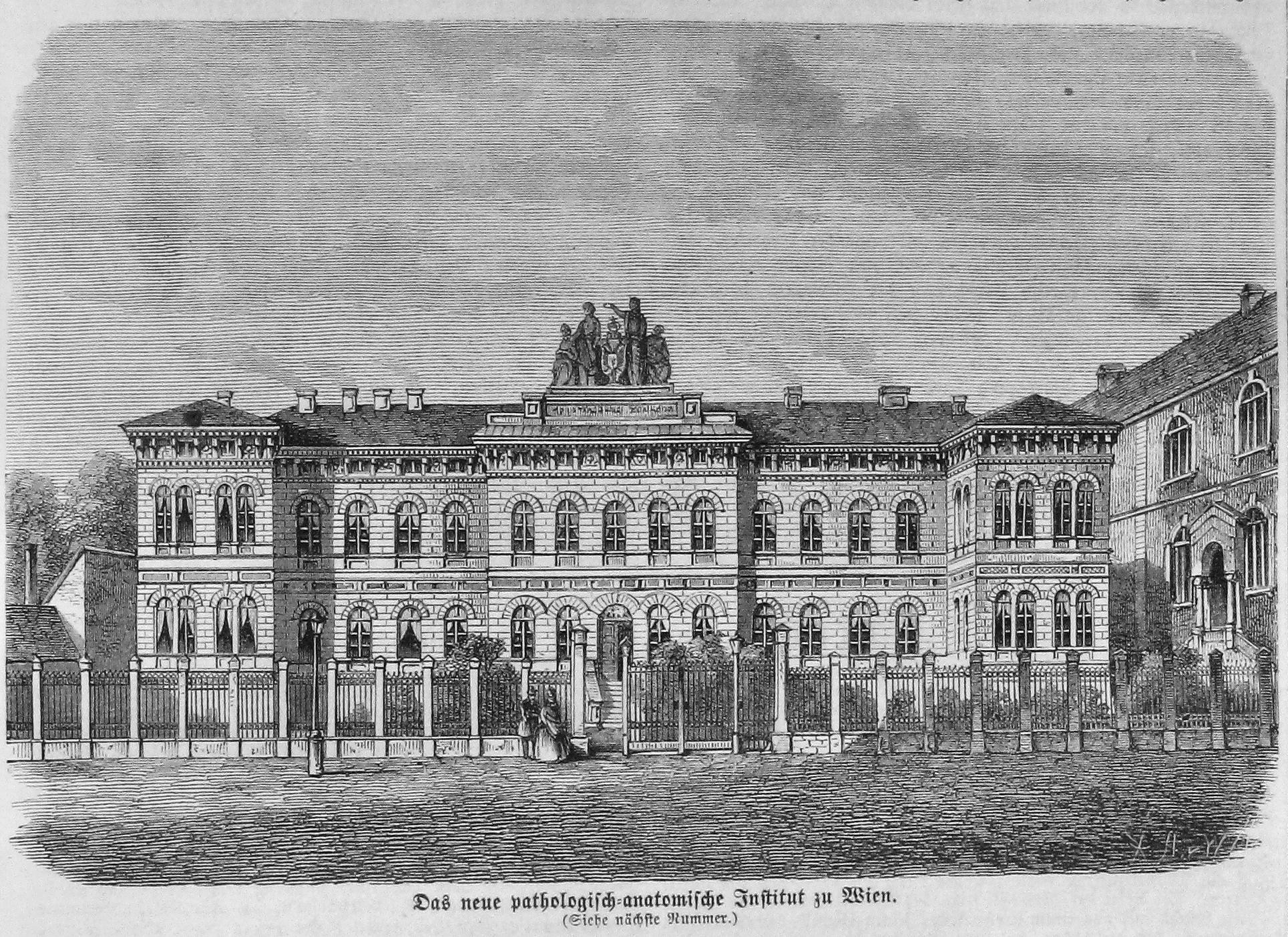
Pathologisch-anatomisches Institut zu Wien in Die Gartenlaube (1863)

Das Pathologische Institut entstand in der zweiten Hälfte 19. Jahrhundert als Teil des (Alten) Allgemeinen Krankenhauses, einem Zentrum der zweiten Wiener medizinischen Schule. Der Pathologe Carl Rokitansky, der seiner Tätigkeit in den engen Räumlichkeiten des alten Krankenhauses nachgehen musste, setzte sich bei der Regierung für den Neubau ein. Mit der Planung wurde der Architekt Ludwig Zettl betraut, der sich auf die Errichtung von Krankenhäusern und Irrenanstalten in Österreich-Ungarn spezialisiert hatte. Die Bauarbeiten begannen 1859. Am 24. Mai 1862 wurde das Gebäude als Pathologisch-anatomisches und chemisches Institut feierlich eröffnet. Im Jahr 1882 wurde es aufgestockt.
Das Institut war die Wirkungsstätte für mehrere Generationen Wiener Pathologen. Karl Landsteiner entdeckte hier das AB0-System der Blutgruppen, wofür er mit dem Medizin-Nobelpreis ausgezeichnet wurde. Das Pathologische Institut übersiedelte als Institution 1991 ins (Neue) Allgemeine Krankenhaus. Das Gebäude wurde adaptiert und renoviert, um im Jahr 2000 das neu gegründete Zentrum für Hirnforschung der medizinischen Fakultät der Universität Wien aufzunehmen. Die medizinische Fakultät wurde 2004 als eigenständige Medizinische Universität Wien aus der Universität Wien ausgegliedert.